# フランシス・オッティウェル・アダムズ
フランシス・オティウェル・アダムズ卿（Sir Francis Ottiwell Adams、1825年 - 1889年)は、日本とスイスで活躍したイギリスの外交官。
1868年から1872年まで駐日英国公使館の書記官を務め、1881年から1888年まで駐スイス英国大使を務めた。 駐スイス大使として、1886年のベルン条約の調印者の一人となった。

## 著書
- 日本史(1874年)
- スイス連邦(1889年)